# 朱谱强
朱谱强（1922年10月—2020年10月22日），男，上海嘉定人，中华人民共和国化学工程师，杭州市化工研究所教授级高级工程师，第六、七届全国人大代表。